# Piszcza
Piszcza, Piszcz (ukr. Піща) – wieś na Ukrainie w rejonie kowelskim, w obwodzie wołyńskim, położona nad jeziorem Piszczańskim. W II Rzeczypospolitej miejscowość wchodziła w skład gminy wiejskiej Pulemiec w powiecie lubomelskim województwa wołyńskiego. Do II wojny światowej w pobliżu miejscowości znajdowały się chutory: Cupowa, Mielniki Piszczańskie i Zamale.
Pierwsza wzmianka o wsi pochodzi z końca XVIII wieku. Według niej, wieś należała wówczas do rodziny Gutowskich, których dwór zachował się do dzisiaj. Ponadto we wsi znajduje się drewniana cerkiew Matki Bożej Kazańskiej z 1801 roku, przebudowana i rozbudowana w 1872 i 1912 roku. Przy cerkwi znajduje się mały cmentarz.
Do 2020 w rejonie szackim.

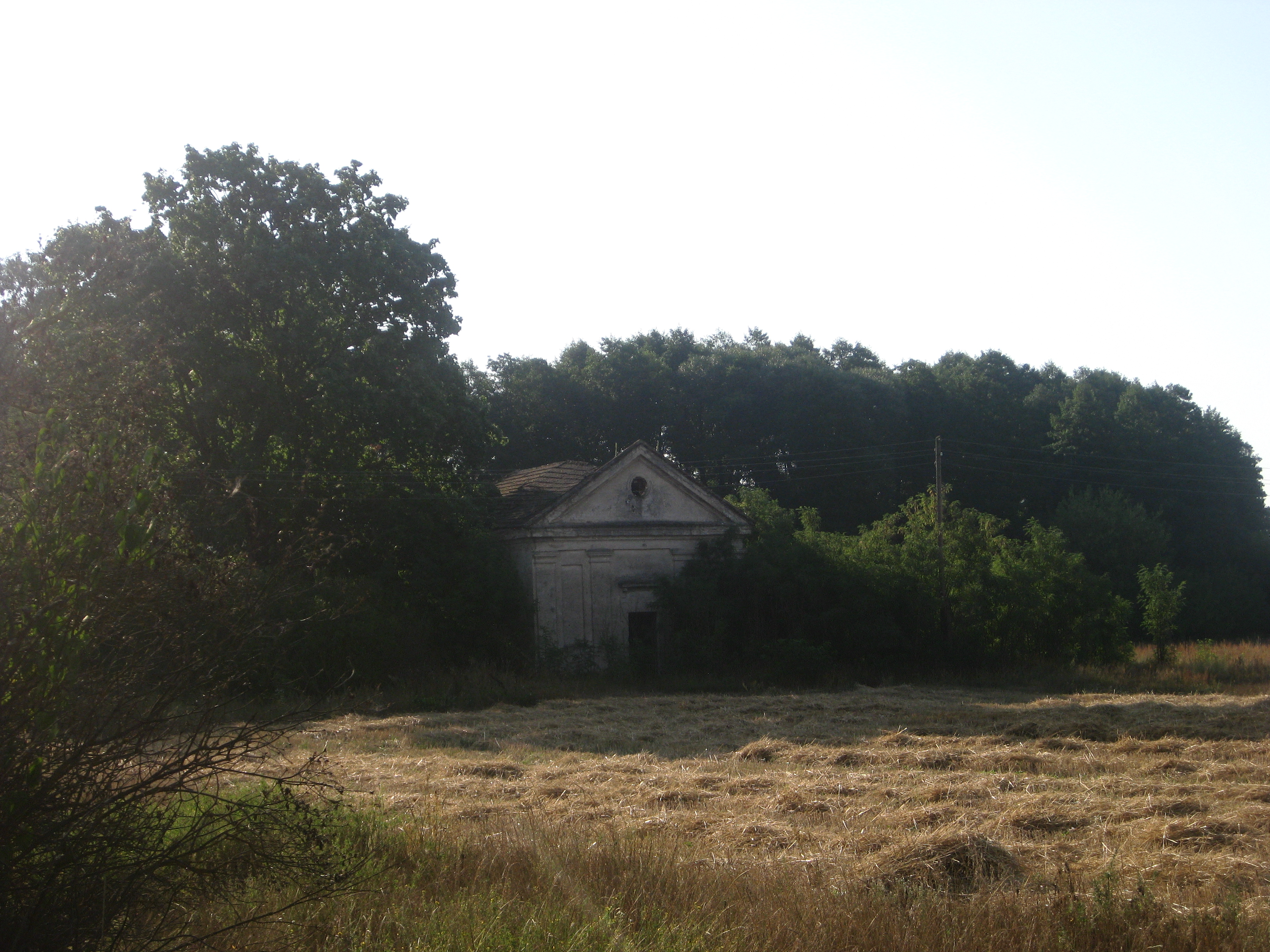
Dwór Gutowskich
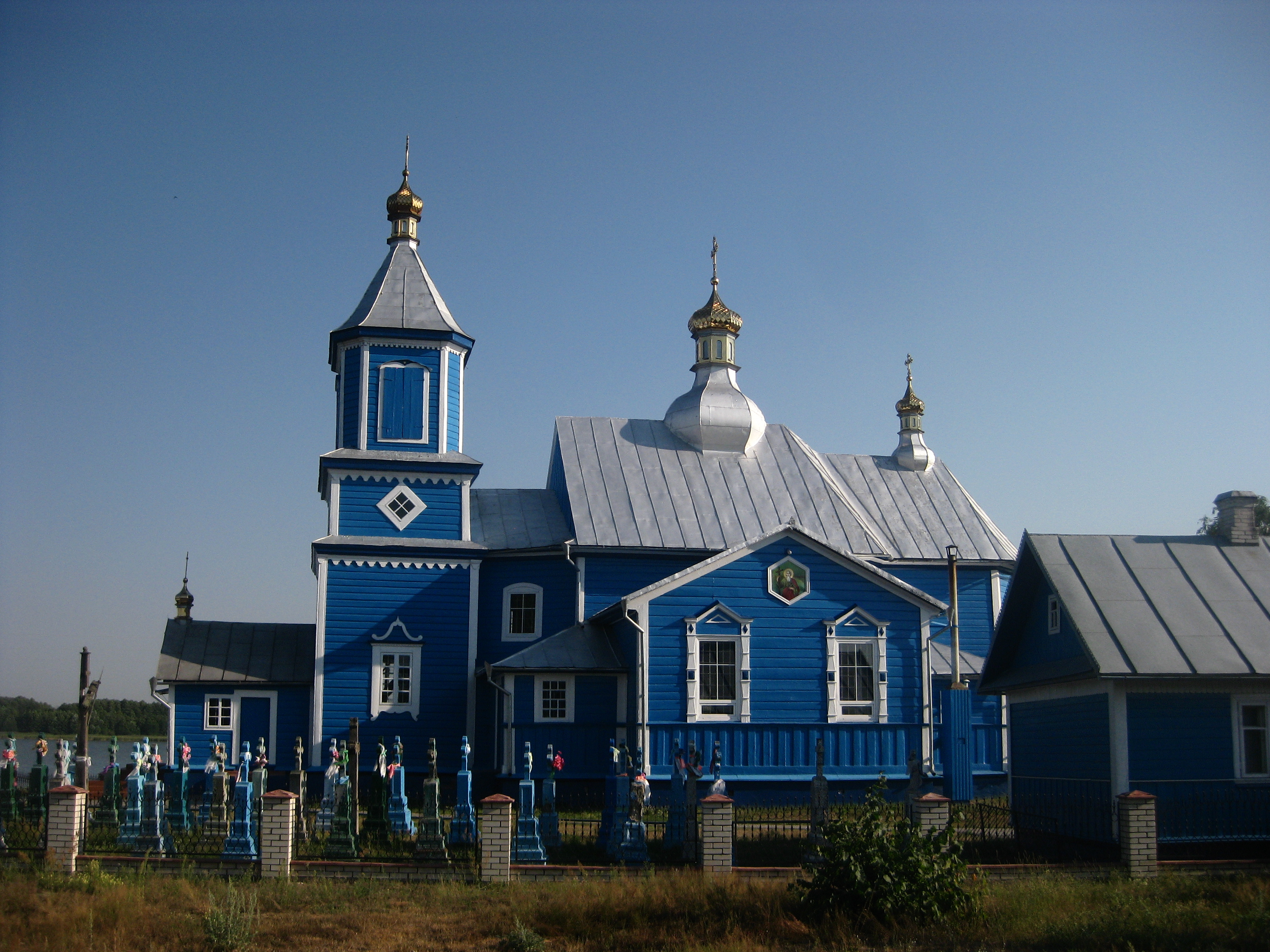
Cerkiew Kazańskiej Ikony Matki Bożej